# 나 코르다 방바
《나 코르다 방바》(포르투갈어: Na Corda Bamba)는 2019년 방영된 포르투갈의 텔레노벨라이다.